# 多羅季謝
51°20′27″N 24°45′56″E / 51.34083°N 24.76556°E
多羅季謝（烏克蘭語：Доротище），是烏克蘭的村落，位於該國西部沃倫州，由科韋利區負責管轄，始建於1502年，面積2.94平方公里，海拔高度166米，2001年人口468，人口密度每平方公里159.18人。